# ساکاریا (آردانوچ)
ساکاریا (به ترکی استانبولی: Sakarya) یک منطقهٔ مسکونی در ترکیه است که در آردانوچ واقع شده‌است. ساکاریا ۱۳۱ نفر جمعیت دارد.